# Duan Qirui
Pour les articles homonymes, voir Duan.
Duan Qirui ou Tuan Chi-jui (chinois : 段祺瑞 ; pinyin : duàn qíruì ; Wade : Tuan Ch'i-jui), né le 6 mars 1865 à Hefei (Anhui) et mort le 2 novembre 1936, est un commandant de l'armée de Beiyang (gouvernement de Pékin) et le chef exécutif provisoire de la république de Chine (à Pékin) du 24 novembre 1924 au 20 avril 1926. 
Il est l'un des hommes les plus puissants de Chine de 1916 à 1920. Son image reste marquée par son alliance avec l'envahisseur nippon et le « massacre du 18 Mars » en 1926.

## Biographie
Né à Hefei, dans la province de l'Anhui, sous le nom de Duan Qirui (段啟瑞), son prénom est Zhiquan (芝泉). Il étudie la science militaire en Allemagne et devient un des principaux lieutenants de Yuan Shikai, malgré son opposition au retour à la monarchie, prônée par Yuan. En jouant un rôle d'intermédiaire entre les rebelles et Yuan, il espère lui succéder à la Présidence ; Yuan Shikai étant devenu président après avoir joué les intermédiaires entre la dynastie impériale et les républicains durant la Révolution chinoise de 1911. Leur amitié ne survit pas à sa nomination comme Premier Ministre, poste que Yuan Shikai a préalablement vidé de tout pouvoir.
Il remplit les fonctions de Premier Ministre, d'une manière intermittente de 1912 à 1918 sous divers gouvernements, comme membre d'une coalition faible qui souvent s'effondre. Il forme la Clique de l'Anhui – sa province d'origine – quand, après la mort de Yuan, l'Armée de Beiyang éclate.
Favorable à l'entrée de la Chine dans la Première Guerre mondiale contre l'Allemagne, il envoie plusieurs dizaines de milliers de travailleurs chinois contribuer à l'effort de guerre des Alliés en Europe, mais refuse d'envoyer ses propres troupes à l'étranger craignant de s'en trouver affaibli par rapport aux autres seigneurs de la guerre.

### Relations avec le Japon
Après avoir été congédié par le président Li Yuanhong pour avoir obtenu en 1917 des prêts secrets du Japon, il regagne son poste après l'échec de son successeur, Zhang Xun, dans son aventureuse et brève – elle dure 11 jours – tentative de restaurer la dynastie Qing.
Quand le président Feng Guozhang succède à Li Yuanhong, le sud de la Chine fait à nouveau sécession sous la direction de Sun Yat-sen. Duan, qui préconise une solution militaire, est en désaccord avec le président Feng Guozhang, qui préfère négocier.
En échange d'une aide militaire ou financière japonaise, il accepte l'attribution au Japon – décidée par le traité de Versailles – des concessions allemandes du Shandong. Cette attribution provoque à Pékin un mouvement d'indignation populaire, le Mouvement du 4 Mai. Sans soutien populaire, d'autres seigneurs de la guerre, sous la houlette de Cao Kun, se retournent contre lui, le forçant à démissionner en 1920.
Rappelé de sa retraite en 1924, il prend – après accord avec Zhang Zuolin et Feng Yuxiang – la responsabilité du gouvernement provisoire. Avec Zhang Zuolin et Feng Yuxiang, il négocie le principe d'une réunification nationale avec Sun Yat-sen, jusqu'au décès de Sun, en 1925.
Avec ses troupes en désordre, le gouvernement de Duan ne dépend que de Feng Yuxiang et Zhang Zuolin. Sachant leurs mauvaises relations, il essaie de jouer l'un contre l'autre.

### Incident du 18 mars
À la suite d'un bombardement par un navire de l'Armée impériale japonaise des forts de Taku le 12 mars 1926, en représailles, les troupes du Guominjun chassent le navire. Cela est vu par le Japon comme une violation du protocole de paix Boxer, un des traités inégaux signé en 1901 entre l'Alliance des huit nations et le gouvernement impérial de la Dynastie Qing. Les huit nations exigent que les défenses du port de Taku soient démantelées. Une manifestation de protestation est alors organisée le 18 mars à Pékin pour protester et soutenir la souveraineté chinoise sur son territoire ; Dan Qirui donne l'ordre à ses troupes de tirer sur les protestataires, faisant des centaines de victimes, dont 47 morts. L'écrivain Lu Xun a consacré plusieurs textes à l'événement, connu sous le nom de « massacre du 18 Mars ».
Après cet incident qui le rend particulièrement impopulaire, il est renversé par Feng Yuxiang le mois suivant, il se réfugie dans le camp de Zhang Zuolin, qui, fatigué de ses trahisons, refuse de le rétablir après la reprise de Pékin. La majorité de la clique d'Anhui a déjà prêté allégeance à Zhang Zuolin. Duan s'enfuit à Tianjin et plus tard à Shanghai où il meurt.